# Cladodus
Genre
Cladodus est un genre éteint de cladodontes, un type primitif de requins. 
Selon wikispecies, le genre appartient à la famille des Cladoselachidae et à l'ordre des Cladoselachiformes. Selon Paleobiology Database, le genre appartient à la famille des Ctenacanthidae et à l'ordre des Ctenacanthiformes. Les espèces sont trouvées dans des terrains datant du Carbonifère au Permien, avec une répartition mondiale.

## Espèces
- †Cladodus alternatus St. John & Worthen, 1875
- †Cladodus angulatus Newberry & Worthen, 1866
- †Cladodus bellifer St. John & Worthen, 1875
- †Cladodus divaricatus Trautschold, 1874
- †Cladodus elegans Newberry & Worthen, 1870 [2] Les restes fossiles (boite crânienne et une dent) ont été trouvés en Écosse[3] (syn. Cladodus intercostatus St John & Worthen, 1875, Cladodus mucronatus Davis, 1883).
- †Cladodus eriensis Bryant, 1935
- †Cladodus formosus Hay, 1902
- †Cladodus marginatus Agassiz, 1843
- †Cladodus mirabilis Agassiz, 1843 (espèce type)
- †Cladodus pandatus St. John & Worthen, 1875
- †Cladodus springeri St. John & Worthen, 1875
- †Cladodus thomasi Turner, 1982[4]
- †Cladodus vanhornei St. John & Worthen, 1875
- †Cladodus yunnanensis Pan, 1964